# Дрема, Владас
Вла́дас Дре́ма (лит. Vladas Drėma; 10 декабря 1910, Рига, Российская империя — 4 января 1995, Вильнюс) — литовский художник и музейный работник, искусствовед, историк культуры, педагог; лауреат Национальной премии Литвы по культуре и искусству (1992), почётный доктор Вильнюсской художественной академии, первый почётный гражданин Вильнюса в современный период.

## Биография
Родился в семье переселившихся в Ригу для работы на фабриках малоземельных крестьян из деревни Гервяты (ныне на территории Белоруссии). Рано осиротев, жил под опекой родственников на родине родителей. Гервятский ксёндз, увидев его рисунки, в 1920 году отправил талантливого мальчика в Вильно и устроил его в приют на Буффаловой горе (ныне гора Таурас). С 1921 года Дрема жил в Вильно и учился в литовской гимназии имени Витаутаса Великого. В 1926—1931 годах посещал художественную студию Витаутаса Кайрюкштиса. Окончив гимназию в 1931 году, продолжил учёбу в университете. В 1936 году окончил факультет изящных искусств Университета Стефана Батория (учился у художника Людомира Следзинского).
Был одним из основателей «Виленской группы» художников, в которую вошли виленские живописцы разных национальностей (евреи, литовцы, поляки). Преподавал рисование и черчение в виленских школах и гимназиях (в 1931—1940 годах, с перерывом). В 1937—1938 годах совершенствовался в Варшаве. Во время Второй мировой войны работал в Белорусском музее в Вильно (1941—1944). В это время начал собирать материал для истории рукописной и печатной книги Великого княжества Литовского, рассчитывая издать труд к 1947 году, когда исполнялось 400-летие первой литовской книги, и поэтому Дрема считается одним из первых исследователей книжной культуры старой Литвы.
После Второй мировой войны был директором Этнографического музея (1945—1946), затем заведующим отделом изобразительного искусства в Художественном музее (1946—1961). Преподавал в Художественном институте (1946—1950, 1957—1970) и Вильнюсском университете (1956—1958). С 1970 года работал в Институте консервирования памятников. В последние годы жизни сильно болел, но не прерывал научной деятельности.
В 1992 году удостоен Национальной премии Литвы в области культуры и искусства, а также званий почётного доктора Вильнюсской художественной академии и почётного гражданина Вильнюса. В 1999 году именем Владаса Дремы была названа одна из улиц Вильнюса в Вяркяйском старостве.

## Творчество
Участвовал в выставках с 1931 года. Творчество Дремы сначала носило черты ар-деко, было близко кубизму и конструктивизму, позднее стало реалистичным, однако с тенденцией к обобщённости и орнаментальности. Большое место в его творчестве занимали виленские мотивы. Среди прочего создал футуристическое полотно «Вильно в 2000-м году» (1928). Во время учёбы в университете испытал влияние неоклассицизма.
Писал акварели. С 1930-х годов работал преимущественно в области графики. Создал несколько стилизованных натюрмортов в технике цветной линогравюры. В технике гравюры на меди создавал чаще всего виды Старого города. Пейзажи Дремы реалистичные, с прорисовкой деталей и романтическим настроением.
В 1936—1938 годах оформлял книги литовских поэтов (Юозаса Кекштаса, Оны Мицюте, Альбинаса Жукаускаса) и другие издания. Автор плакатов, экслибрисов, театральных декораций.
В 1980 году состоялись индивидуальные выставки в Вильнюсе и Каунасе. Посмертные выставки прошли в Вильнюсе (1995, 2010—2011) и Торуни (1999). Произведения хранятся в Литовском художественном музее, Национальном музее М. К. Чюрлёниса, в частных коллекциях Литвы и Польши.

## Искусствоведение
Начиная с 1935 года, активно сотрудничал в периодической печати. В литовской, польской, белорусской, российской и советской печати опубликовал свыше 150 статей по вопросам истории искусства и архитектуры конца XVIII—XIX веков, методике оценки культурного наследия. Автор монографий об архитектуре Вильнюса и отдельных памятниках архитектуры, о работавших в Литве художниках (Франциск Смуглевич, Канут Русецкий, Винценты Смоковский и другие), ряда биограмм для «Словаря польских художников» („Słownik artystów polskich“, 6 t., 1971—1998). Издано тринадцать книг с материалами о вильнюсских зданиях в различных архивах, собранными Владасом Дремой, „Vilniaus namai archyvų fonduose“.

## Труды
- Drėma, Vladas. Pranciškus Smuglevičius (лит.). — Vilnius: Vaga, 1976.
- Drėma, Vladas. Dingęs Vilnius (лит.). — Vilnius: Vaga, 1991. — 404 с. — 40 000 экз. — ISBN 5-415-00366-5.
- Drėma, Vladas. Kanutas Ruseckas (лит.). — Vilnius: Vilniaus dailės akademijos leidykla, 1996. — 287 с. — ISBN 9986-571-18-9.
- Drėma, Vladas. Vilniaus Šv. Jono bažnyčia (лит.). — Vilnius: R. Pakalnio leidykla, 1997. — 312 с. — ISBN 9986-830-00-1.
- Drėma, Vladas. Vincentas Smakauskas (лит.). — Vilnius: Vilniaus dailės akademijos leidykla, 2001. — 271 с. — ISBN 9986-571-69-3.
- Drėma, Vladas. LDK miestai ir miesteliai: iš Vlado Drėmos archyvų (лит.). — Vilnius: Versus aureus, 2006. — 856 с. — ISBN 9955699469.